# Westenova vila
Westenova vila stojí na Dukelské ulici čp. 455/23 v Českých Budějovicích. V roce 2005 byla vila prohlášená kulturní památkou ČR.

## Historie
V roce 1912 byla firmou Stepan postavena vila pro majitelku smaltovny Ernestinu Westenovou. Projekt vypracovali vídeňští architekti Hans Dworzak a Pompeo rytíř von Wolff.
Budova byla v roce 2004 citlivě rekonstruována se snahou o zachování původního vzhledu vily. V průběhu doby byla vila využívána jako internát, v současné době je sídlem České školní inspekce.

## Architektura
Patrová vila stojí na čtvercovém půdorysu je bohatě členěná. Architekti se inspirovali středověkými motivy – vázy na zábradlí terasy v patře, na fasádě jsou v omítce vyškrábány ozdobné dekorace (průčelí a okenní parapety). Vilu zdobí půlkruhový rizalit, polygonální arkýř v přízemí, půlkruhový hrázděný arkýř v patře půlválcová věžice a terasa se schodištěm v přízemí. Na vilu v severozápadním nároží navazovalo přízemní hospodářské křídlo (garáže, stáj, místnosti na nářadí a uložení postrojů). Domek vrátného na nepravidelném půdorysu s trojbokým rizalitem byl propojen stlačeným obloukem s hospodářským křídlem. 

## Interiér
V interiéru se dochovalo množství původních architektonických, řemeslnických a technických prvků jako reprezentativní dřevěné schodiště, řezbovaný dřevěný portál budoáru, obklady z umělého mramoru v salonu, tři řady trubkového ústředního topení a další. 

## Zahrada
K vile byla připojena zahrada, která byla rozdělena chodníkem krytým pergolou. V zahradě se nacházel tenisový kurt (severní část) a kuželník (východní část). Při rekonstrukci v polovině 20. století okrasná zahrada zanikla. 